# Siegfried Detlev Bendixen

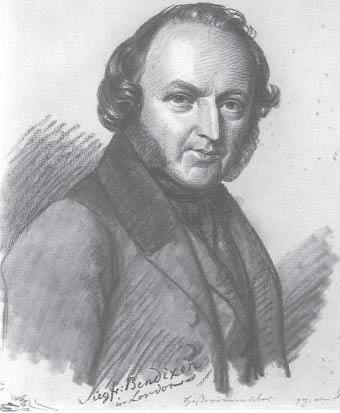
Siegfried Bendixen, Kreidezeichnung von Rudolph Suhrlandt, ca. 1832

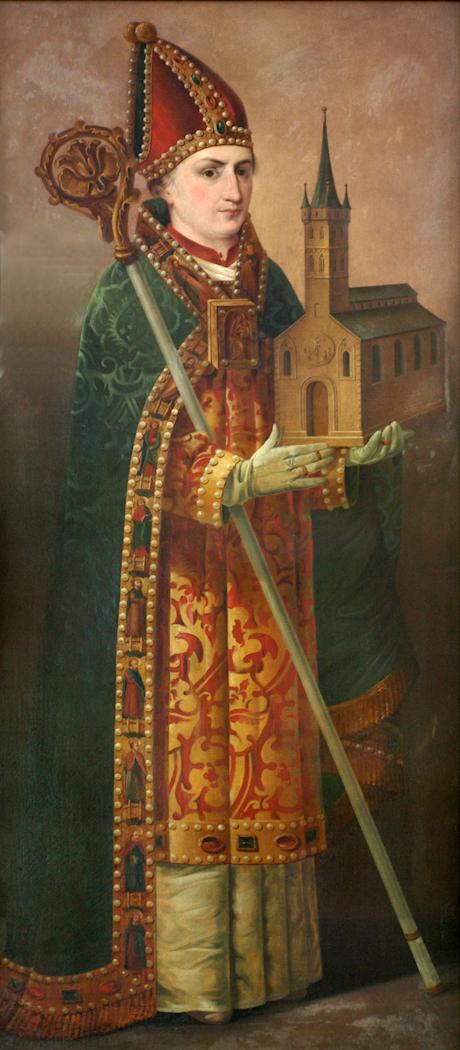
S.D. Bendixen: Bischof Ansgar (Ev. Hauptkirche St. Trinitatis (Altona))

Siegfried Detlev Bendixen (* 25. November 1786 in Kiel; † 1864 in London) war ein Hamburger Maler und Grafiker.

## Leben
Geboren im Herzogtum Holstein des Heiligen Römischen Reichs, in dem als Herzog der dänische König regierte, erhielt Bendixen 1802 ersten Unterricht als Gehilfe des Freskenmalers Giuseppe Anselmo Pellicia auf Gut Emkendorf. Nach weiterer Ausbildung in Kiel und Hamburg und einem Aufenthalt in Italien studierte er 1809 an der Kunstakademie Dresden und 1810 an der Münchner Kunstakademie in der Klasse Historienmalerei. Während eines Parisaufenthalts 1811–1812, den ihm die Unterstützung des Grafen Friedrich Karl von Reventlow ermöglichte, trat er am 9. Oktober 1811 in das Lehratelier Jacques-Louis Davids ein und blieb dort bis Ende Mai 1812 eingeschrieben.
1813 ließ Bendixen sich in Hamburg nieder, ehe er 1832 nach London übersiedelte. Auf Empfehlung Friedrich Johann Lorenz Meyers war er zunächst als Zeichenlehrer an Schulen der Patriotischen Gesellschaft von 1765 tätig. Im Hamburgischen Adressbuch findet man ihn in der Ausgabe für das Jahr 1816 als „Portraitmaler“ mit der Adresse „Königstr. 242 M.10“, in der Ausgabe für das Jahr 1820 als „Kunstmaler“ mit der Adresse „kl. Drehbahn no 345 P.10“ und in der Ausgabe für das Jahr 1823 mit der Adresse „Valentinskamp no 275“. Dort heißt es an anderer Stelle, in diesem „seinem Hause (Valentinskamp no 275)“ habe Bendixen „im Verein mit mehreren hiesigen Künstlern“ eine „sehr gemeinnützliche“ Akademie der zeichnenden Künste eröffnet. Bekannte Schüler waren unter anderem
- Victor Emil Janssen, Ausbildung 1823–1824
- Carl Koch, Ausbildung 1823–1826
- Christian Morgenstern, Ausbildung 1824–1827
- Marcus Haeselich
- Wilhelm Friedrich Wulff
- Henri Lehmann
- Louis Gurlitt, Ausbildung 1828–1832
- Julius Hintz
- August Jancke

Bendixen soll 1822 in den Besitz zahlreicher Gemälde und Handzeichnungen aus der Sammlung des Landgerichtsadvokaten Carl Friedrich Schmidt gekommen sein, die er im Lauf der Zeit verkaufte.

## Bedeutung und Werke
Kunsthistorische Bedeutung kommt Bendixen zu als dem ersten Maler norddeutscher vorgeschichtlicher Denkmäler. Er schuf unter anderem drei Radierungen von den Hünengräbern bei Volksdorf und in den Jahren 1821 und 1822 eine Serie von Lithografien, die Altertümer im Besitz der Patriotischen Gesellschaft Altonas abbilden.
Sein Gemälde „Weihnachten 1813“, im Jahr 1817 vom Hamburger Amt der Müller und ihrer Martins-Brüderschaft gestiftet, ist noch heute an einem Pfeiler zwischen Süd- und Hauptschiff der Hamburger Hauptkirche St. Petri zu sehen. Es zeigt Einwohner Hamburgs, die während der französischen Besatzung keine ausreichenden Proviantvorräte nachgewiesen hatten und deshalb am Heiligabend in St. Petri zusammengezogen wurden, bevor man sie bei Tagesanbruch aus der Stadt trieb. Bendixen zeichnete auch die Vorlage für eine Radierung des Epitaphs, den die Patriotische Gesellschaft von 1765 im Jahr 1815 den 1138 Vertriebenen errichtete, die an „Frost, Hunger, Elend und Seuchen“ gestorben und in Ottensen in Massengräbern bestattet worden waren. Siehe dazu Christianskirche (Ottensen)#Friedrich Rückert: „Die Gräber zu Ottensen“.
Ebenfalls von Siegfried Bendixen stammt die 1826 vollendete lebensgroße Darstellung St. Ansgars, die sich am Vorbild der um 1457 von Hans Bornemann geschaffenen Votivtafel in St. Petri orientiert und nach Restaurierung seit 2006 wieder in der Kirche St. Trinitatis in Hamburg-Altona aufgestellt ist.
In der St.-Peter-Kirche in Krempe (Kreis Steinburg) befindet sich ein Altargemälde von Bendixen aus dem Jahr 1832, das die Emmausszene darstellt.

## Benennungen nach Bendixen
Bendixensweg (1914) in Hamburg-Barmbek-Nord und Bendixenstraße (1962) in Kiel-Steenbek-Projensdorf.

## Beispiele

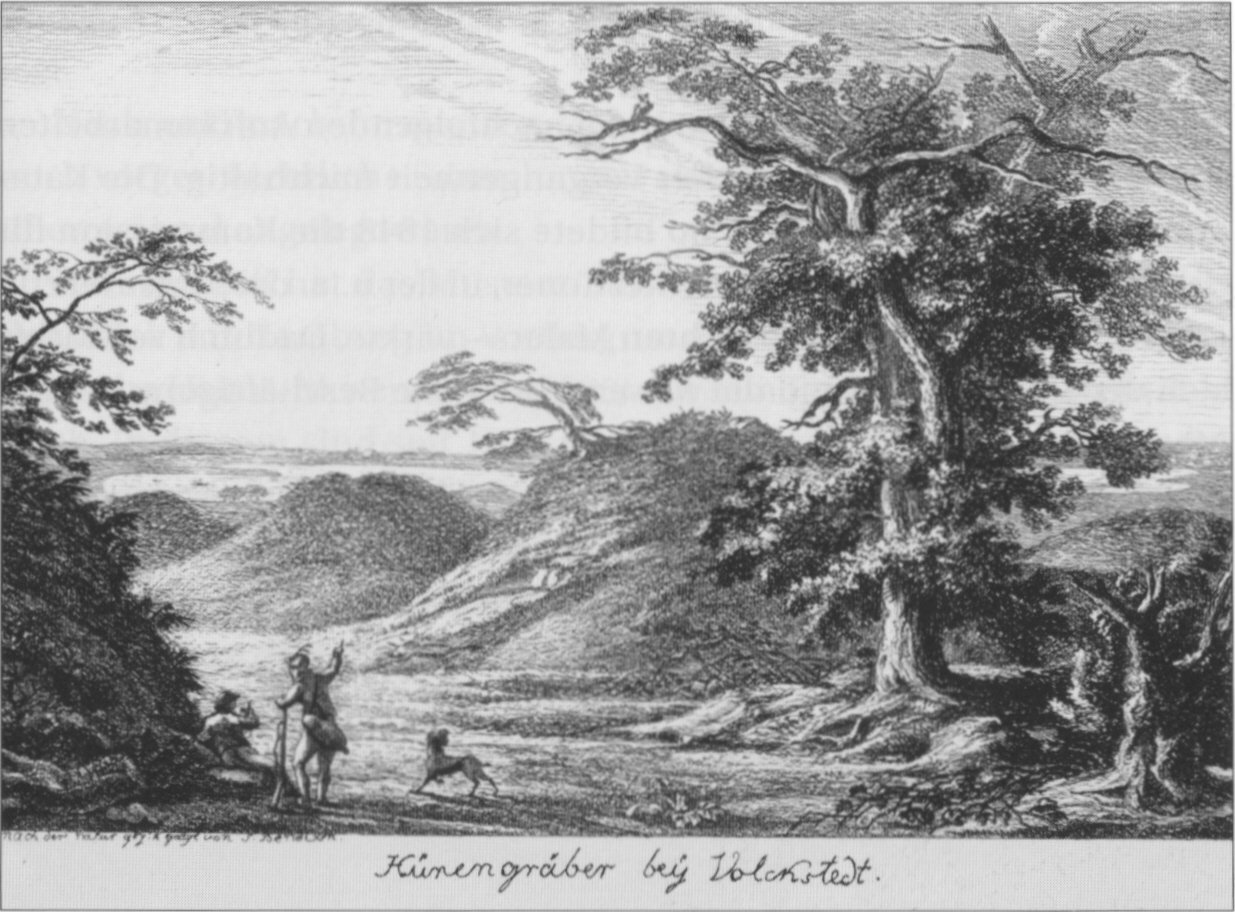
Hünengräber bey Volckstedt (Hamburg-Volksdorf), undatiert
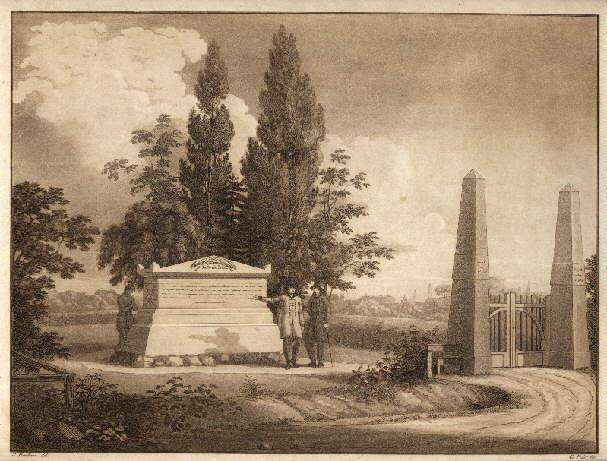
Epitaph der vertriebenen Hamburger
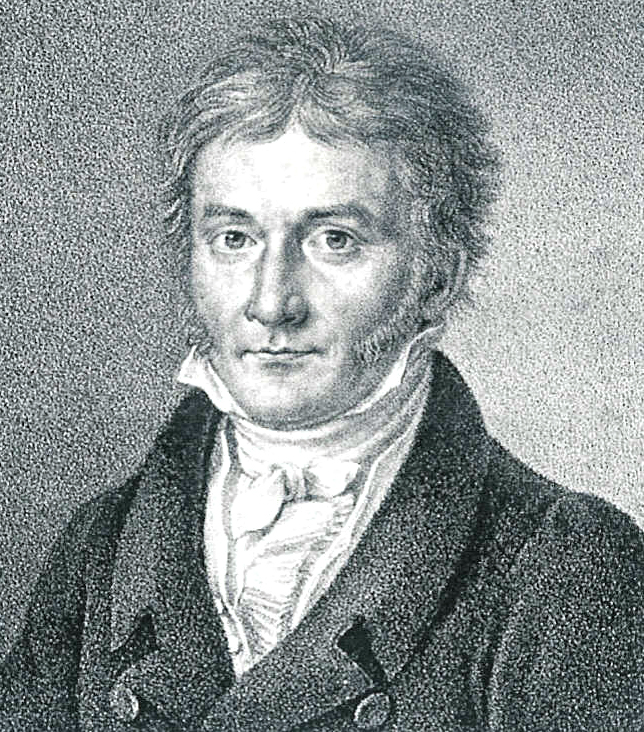
„Carl Friedrich Gauß“ (1828)
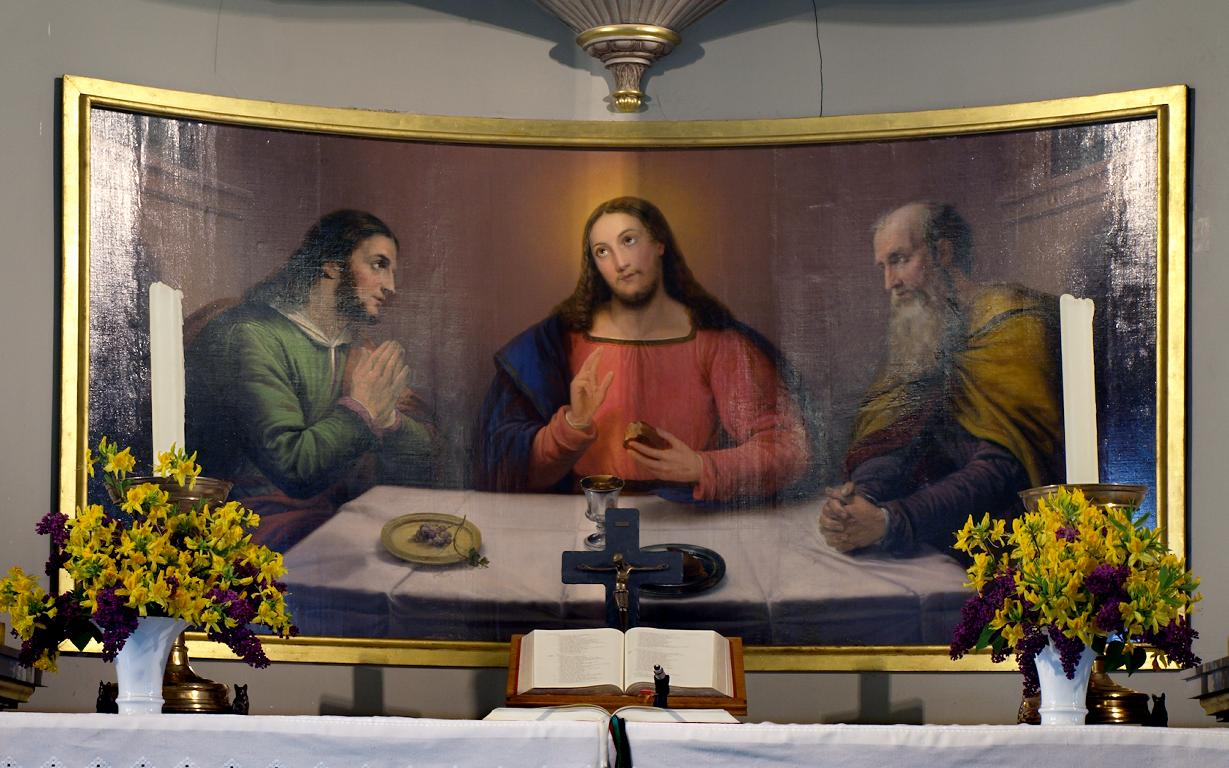
Emmausszene (1832) Altargemälde, St. Peter in Krempe
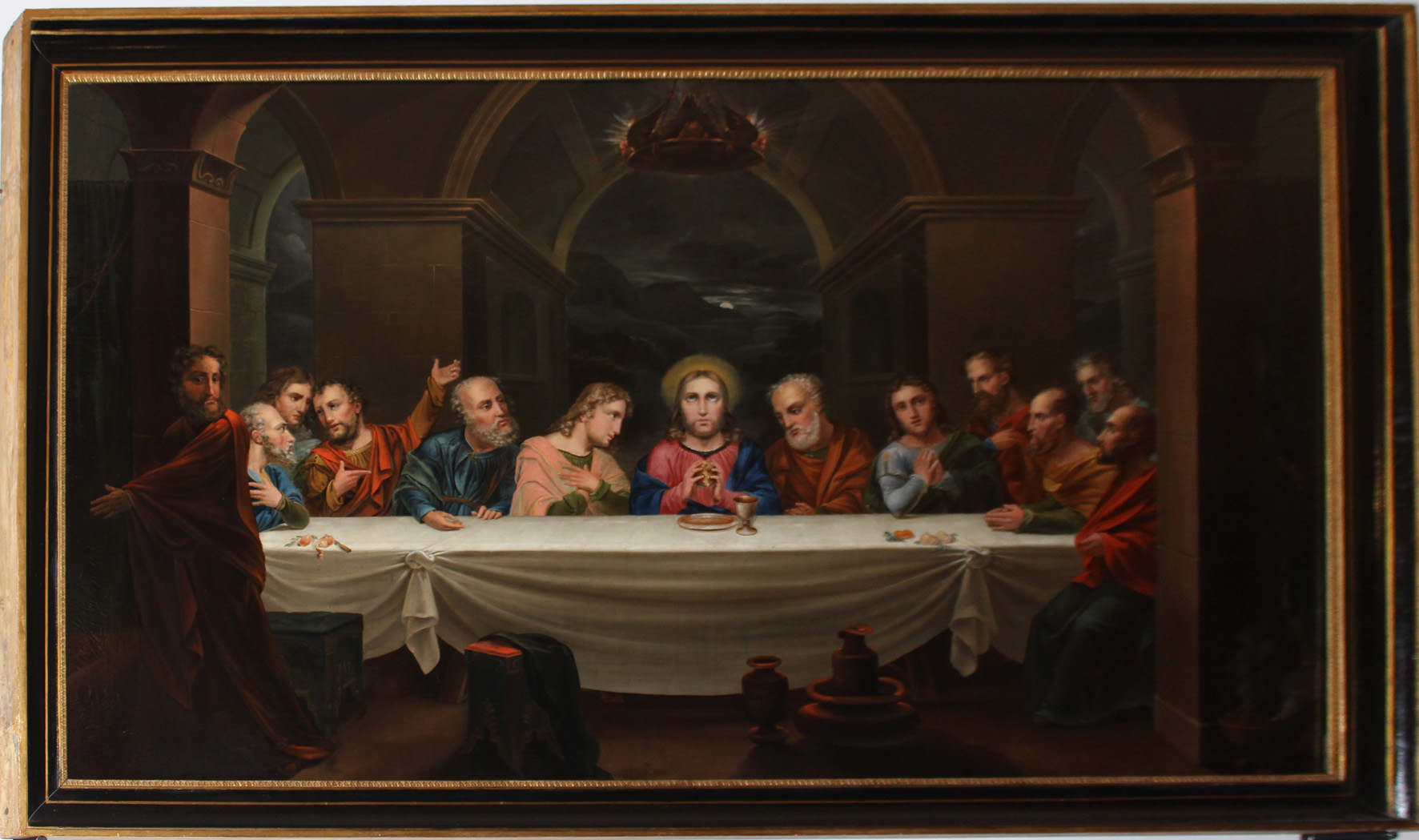
Klosterkirche Uetersen, Heiliges Abendmahl 1817

Weitere Werke:
- Friedrich August König von Sachsen, bez.: Nach der Natur gemalt von C. Vogel, 1823, Lithografie, Blattgröße 24,5 × 22 cm, polona.pl, Polnische Nationalbibliothek
- Johann Wolfgang von Goethe, bez.: C. Vogel/S. Bendixen, Maße unbekannt, um 1824 (King’s College London, Archives Mond I/a/7)
- Friedrich Johann Lorenz Meyer, bez.: Nach einer Zeichnung von Gröger/auf Stein von Bendixen (Der Hamburgischen Gesellschaft zur Beförderung der Künste und nützlichen Gewerbe an ihrem 54.ten Stiftungstage den 10ten October 1818./Hamb.g. Steindruck./ehrerbietigst gewidmet von Siegfried Bendixen), Blattgröße k. A., (resolver.sub.uni-hamburg.de, Staats- und Universitätsbibliothek Hamburg)
- Das Scherflein der Witwe (The Widow's Mite), Öl auf Leinwand, 127,0 × 101,8 cm, 1838, Stiftung von Wilhelm IV. für die Deutsche Königliche Kapelle (heute Queen's Chapel) im St James’s Palace, heute in der Royal Collection[12]
- Perceptive Illustrations of the Bible, a series of fifty-two new Prints to aid Scriptural Instruction the Subjects selected in part by the Author of "Lessons on Objects," and designed by S. Bendixen, Artist. Carefully coloured. London

## Ausstellungen (Auswahl)
- 2019: Hamburger Schule – Das 19. Jahrhundert neu entdeckt (12. April bis 14. Juli), Hamburger Kunsthalle